# Union populaire allemande
Pour les articles homonymes, voir Union populaire et DVU.
L'Union populaire allemande (en allemand : Deutsche Volksunion, DVU) est un ancien parti politique allemand nationaliste fondé à Munich en 1971. Majoritairement considéré comme un parti d'extrême droite (notamment par la Verfassungsschutz), il refusait cependant ce qualificatif.

## Historique et fonctionnement
La DVU a été créé en 1971 comme une association destinée à rassembler les milieux nationalistes allemands qui ne se reconnaissaient pas tous dans le principal parti d'extrême-droite, le NPD. Son fondateur est le millionnaire Gerhard Frey, ancien membre du NPD, propriétaire et éditeur d'un des principaux journaux de la droite nationaliste allemande, le National-Zeitung. En 1987, l'association devient officiellement un parti politique. Peu actif en dehors des périodes électorales, la DVU dépend complètement, notamment sur le plan financier, de son fondateur et dirigeant historique. Die Zeit a pu écrire que la DVU s'apparentait davantage à un cercle de lecteurs du National-Zeitung qu'à un parti proprement dit. 
En 2004, le parti a établi une alliance avec le NPD à l'occasion des élections régionales en Brandebourg et en Saxe. Le "pacte pour l'Allemagne" (Deutschland-Pakt), formalisé à la suite du succès de l'opération, prévoit que les deux partis se répartissent les scrutins en fonction de leurs chances de succès respectives. En 2007, le député de la DVU élu au scrutin précédent à Brême a ainsi bénéficié du soutien des deux formations et a été réélu. Il a depuis quitté le parti. Malgré tout, les résultats du parti restent assez nettement en deçà de ceux du NPD.
En 2009, Matthias Faust, candidat malheureux aux élections à Hambourg l'année précédente, succède à Gerard Frey. Il réoriente le parti vers une stratégie basée sur la défense de la "culture occidentale" dans la lignée de la Nouvelle Droite. Il change le logo du parti et mise notamment sur une forte présence sur internet pour accroître l'audience de son parti. Il bénéficie par ailleurs du ralliement d'Andreas Molau, ancien responsable du NPD désapprouvant l'alliance de la direction son ancien parti avec les milieux néo-nazis, et de Patrick Brinkmann, millionnaire et président de la Fondation pour le Continent Européen, organisme placé sous surveillance par le Verfassungsschutz. Un représentant de la Verfassungsschutz de Hambourg cité par Die Zeit interprète le renouvellement de la DVU comme une tentative de constituer un creuset pour une extrême-droite indépendante des milieux néo-nazis et plus "acceptable" (bürgerlich-akzeptabel). Après le mauvais résultat des élections européennes de 2009, le NPD met fin à l'alliance et présente une liste dans le Brandebourg en septembre contre les sortants de la DVU. Le résultat sera sans appel : avec seulement 1,2 % des voix la DVU perd ses six élus et est nettement devancé par le NPD - qui était absent lors du précédent scrutin régional - qui obtient 2,6 %. Elle n'est désormais plus représentée  officiellement au niveau des Länder que par un élu dans le Landtag de Brême, qui n'est toutefois plus membre du parti. La DVU ne dispose donc de fait plus d'aucune représentation parlementaire. Les élections fédérales organisées le même jour sont en outre un véritable fiasco : avec 45 925 suffrages sur l'ensemble du territoire fédéral la DVU atteint à peine les 0,1 %. Dans son rapport intermédiaire pour l'année 2009, le Verfassungsschutz de Rhénanie écrit que la DVU est sur le point de "sombrer dans l'insignifiance électorale".
Pendant l'été 2010, la direction du parti annonce à la surprise générale un projet de fusion avec le NPD. Après quelques tensions internes, ce projet est ratifié par un vote des militants des deux partis: Matthias Faust devient vice-président du NPD tandis que d'autres cadres de la DVU rejoignent le comité central. La DVU cesse alors d'exister le 31 décembre 2010, et le 1er janvier naît le "nouveau" parti unique de l'extrême-droite allemande traditionnelle: NPD-Die Volksunion.

Ancien logo de la DVU

## Programme et idéologie - critiques du Verfassungsschutz
Comme l'ensemble de l'extrême-droite allemande, la DVU entretenait une certaine proximité avec les milieux négationnistes. En 1977 elle a financé une tournée de conférences d'Arthur Butz et a publié des extraits de son livre « L'imposture du XXe siècle » en feuilleton dans le journal nationaliste National-Zeitung. En 1982 c'est le britannique David Irving qui a été invité à donner plusieurs conférences pour le parti. En 2008 encore, la DVU critiquait un "refoulement unilatéral" du passé ainsi que l'exploitation de la Shoah, assimilée à une source de revenus pour des Juifs forcément cupides.
La Verfassungsschutz relevait par ailleurs des déclarations xénophobes: les Etrangers et les immigrés étaient identifiés à des criminels. Dans le même rapport sont relevées des assimiliations entre les "partis établis" et un supposé lobby judéo-américain.
En réponse à ces reproches, la DVU mettait en avant des décisions internes spécifiant l'incompatibilité d'appartenance à la DVU et aux mouvements néonazis, groupes skinheads d'extrême-droite et Freie Kameradschaften, décisions que le NPD (avec lequel le parti collaborait volontiers à l'époque et a fini par fusionner) n'a pour sa part jamais prises. Après l'arrivée de Matthias Faust à la tête du parti et le ralliement d'Andreas Molau, Die Zeit, s'appuyant sur des propos du responsable du Verfassungsschutz de Hambourg, a parlé d'un parti à la gauche du NPD, qui préférait la xénophobie fondée sur des motifs culturels au racisme biologique des néonazis.

## Résultats électoraux

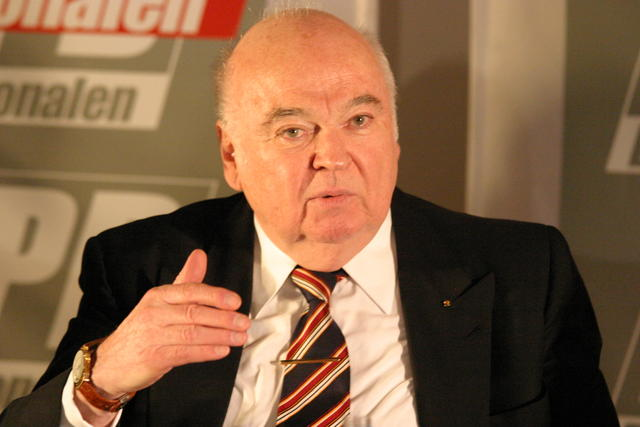
Gerhard Frey, fondateur de la DVU, ici aux Bundesparteitag du NPD en 2006

Le parti a depuis sa création des représentants au parlement régional de Brême, notamment à cause d'une particularité de la loi électorale locale qui permet à un parti d'être représenté au parlement si la barre des 5 % est dépassée dans l'une des deux villes (Brême et Bremerhaven) et ce même si le score total est en dessous de 5 %.
La DVU a obtenu plusieurs autres bons résultats électoraux régionaux en Saxe-Anhalt (12,9 % en avril 1998), au Schleswig-Holstein (6,3 % en avril 1992) et au Brandebourg (5,3 % en 1999 et 6,1 % en 2004).
À sa dissolution, elle n'est plus représentée dans aucun Landtag après son échec dans le Brandebourg le 27 septembre 2009.

### Scores de la DVU aux élections provinciales
|      | BW   | BY   | BE   | BB   | BH   | HH   | HE   | MV   | NI   | NW   | RP   | SA   | SN   | ST   | SH   | TH   |
| ---- | ---- | ---- | ---- | ---- | ---- | ---- | ---- | ---- | ---- | ---- | ---- | ---- | ---- | ---- | ---- | ---- |
| 1987 |      |      |      |      | 3,4  | n.c. | n.c. |      |      |      | n.c. |      |      |      | n.c. |      |
| 1988 | n.c. | n.c. |      |      | 3,4  | n.c. | n.c. |      |      |      | n.c. |      |      |      |      |      |
| 1989 | n.c. | n.c. | n.c. |      | 3,4  | n.c. | n.c. |      |      |      | n.c. |      |      |      |      |      |
| 1990 | n.c. | n.c. | n.c. | n.c. | 3,4  | n.c. | n.c. | n.c. | n.c. | n.c. | n.c. | n.c. | n.c. | n.c. | n.c. | n.c. |
| 1991 | n.c. | n.c. | n.c. | n.c. | 6,2  | n.c. | n.c. | n.c. | n.c. | n.c. | n.c. | n.c. | n.c. | n.c. | n.c. | n.c. |
| 1992 | n.c. | 6,3  | n.c. | n.c. | 6,2  | n.c. | n.c. | n.c. | n.c. | n.c. | n.c. | n.c. | n.c. | n.c. | n.c. | n.c. |
| 1993 | n.c. | 6,3  | n.c. | n.c. | 6,2  | 2,8  | n.c. | n.c. | n.c. | n.c. | n.c. | n.c. | n.c. | n.c. | n.c. | n.c. |
| 1994 | n.c. | 6,3  | n.c. | n.c. | 6,2  | 2,8  | n.c. | n.c. | n.c. | n.c. | n.c. | n.c. | n.c. | n.c. | n.c. | n.c. |
| 1995 | n.c. | 6,3  | n.c. | n.c. | 2,5  | 2,8  | n.c. | n.c. | n.c. | n.c. | n.c. | n.c. | n.c. | n.c. | n.c. | n.c. |
| 1996 | n.c. | n.c. | n.c. | n.c. | 2,5  | 2,8  | n.c. | n.c. | n.c. | n.c. | 4,3  | n.c. | n.c. | n.c. | n.c. | n.c. |
| 1997 | n.c. | n.c. | n.c. | n.c. | 2,5  | 4,9  | n.c. | n.c. | n.c. | n.c. | 4,3  | n.c. | n.c. | n.c. | n.c. | n.c. |
| 1998 | n.c. | n.c. | n.c. | n.c. | 2,5  | 4,9  | n.c. | n.c. | 2,9  | n.c. | 4,3  | n.c. | n.c. | n.c. | 12,9 | n.c. |
| 1999 | n.c. | n.c. | n.c. | n.c. | 5,3  | 4,9  | 3,0  | n.c. | 2,9  | n.c. | 4,3  | n.c. | n.c. | n.c. | 12,9 | 3,1  |
| 2000 | n.c. | n.c. | n.c. | n.c. | 5,3  | 4,9  | 3,0  | n.c. | 2,9  | n.c. | n.c. | n.c. | n.c. | n.c. | 12,9 | 3,1  |
| 2001 | n.c. | n.c. | 0,7  | n.c. | 5,3  | n.c. | 3,0  | n.c. | 2,9  | n.c. | n.c. | n.c. | n.c. | n.c. | 12,9 | 3,1  |
| 2002 | n.c. | n.c. | 0,7  | n.c. | 5,3  | n.c. | 3,0  | n.c. | n.c. | n.c. | n.c. | n.c. | n.c. | n.c. | n.c. | 3,1  |
| 2003 | n.c. | n.c. | 0,7  | n.c. | 5,3  | n.c. | 2,3  | n.c. | n.c. | n.c. | n.c. | n.c. | n.c. | n.c. | n.c. | 3,1  |
| 2004 | n.c. | n.c. | 6,1  | n.c. | n.c. | n.c. | 2,3  | n.c. | n.c. | n.c. | n.c. | n.c. | n.c. | n.c. | n.c. | n.c. |
| 2005 | n.c. | n.c. | 6,1  | n.c. | n.c. | n.c. | 2,3  | n.c. | n.c. | n.c. | n.c. | n.c. | n.c. | n.c. | n.c. | n.c. |
| 2006 | n.c. | n.c. | 6,1  | n.c. | n.c. | n.c. | 2,3  | n.c. | n.c. | n.c. | n.c. | n.c. | n.c. | n.c. | 3,0  | n.c. |
| 2007 | n.c. | n.c. | 6,1  | n.c. | n.c. | n.c. | 2,7  | n.c. | n.c. | n.c. | n.c. | n.c. | n.c. | n.c. | 3,0  | n.c. |
| 2008 | n.c. | n.c. | 6,1  | n.c. | 0,8  | n.c. | 2,7  | n.c. | n.c. | n.c. | n.c. | n.c. | n.c. | n.c. | 3,0  | n.c. |
| 2009 | n.c. | n.c. | 1,2  | n.c. | 0,8  | n.c. | 2,7  | n.c. | n.c. | n.c. | n.c. | n.c. | n.c. | n.c. | 3,0  | n.c. |

|       | Élection de Députés DVU au Landtag                     |
|       | meilleur résultat pour chaque Land sans obtenir d'élus |
| n. c. | n'a pas concouru                                       |

### Scrutins nationaux
La DVU ne s'est présentée qu'à deux scrutins nationaux, les élections de 1998 au Bundestag, où elle a obtenu 1,2 % des voix, et les européennes de 2009, où elle a obtenu 0,4 %, ce qui a entraîné la fin du Deutschland-Pakt avec le NPD.